# Thesium cytisoides
Thesium cytisoides är en sandelträdsväxtart som beskrevs av Arthur William Hill. Thesium cytisoides ingår i släktet spindelörter, och familjen sandelträdsväxter. Inga underarter finns listade i Catalogue of Life.